# 阿诺尔德·茨威格
阿诺尔德·茨威格（德語：Arnold Zweig，1887年11月10日—1968年11月26日），德国犹太人小说家，生于西里西亚的格罗高（Grogau）（现为波兰格沃古夫），就读于布雷斯劳大学，曾在第一次世界大战中服役。战争结束后，他开始了创作活动，并在与他有密切关系的马丁·布伯的影响下与犹太复国主义运动接触。1934年移居巴勒斯坦海法，然而，由于与当地犹太人的冲突，于1948年返回东德。1968年逝世于东柏林。